# Saint-Didier-de-la-Tour
Saint-Didier-de-la-Tour este o comună în departamentul Isère din sud-estul Franței. În 2009 avea o populație de 1.778 de locuitori.

## Evoluția populației
| An        | 1975  | 1982  | 1990  | 1999  | 2006  | 2009  |
| --------- | ----- | ----- | ----- | ----- | ----- | ----- |
| Populație | 1.116 | 1.127 | 1.310 | 1.419 | 1.630 | 1.778 |